# Jurisprudence des concepts

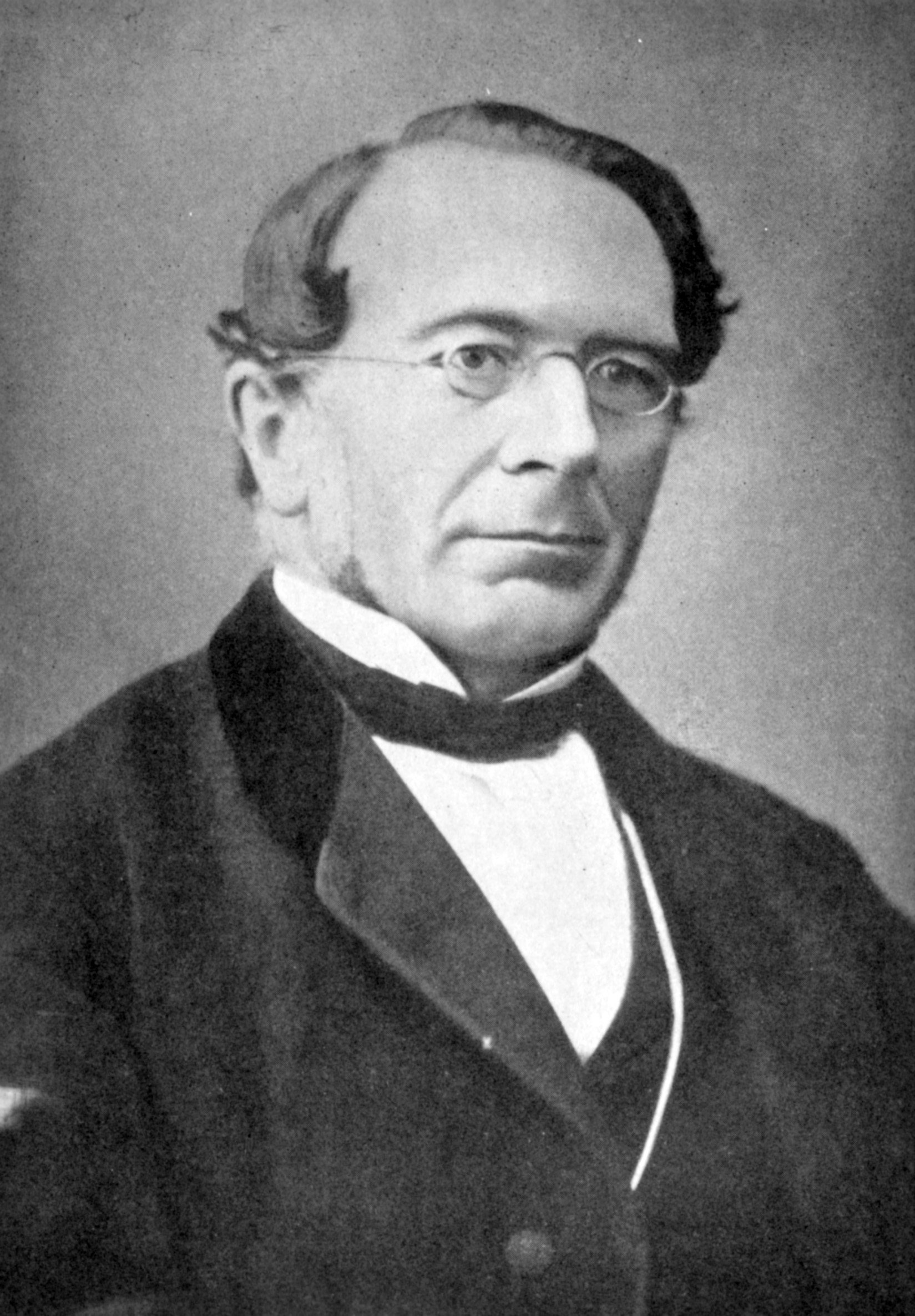
Rudolf von Ihering, philosophe juriste ayant forgé, pour la critiquer, le terme de jurisprudence des concepts

La jurisprudence des concepts,, est la première école du positivisme légal,, selon laquelle la loi doit refléter des concepts, lorsqu'elle est interprétée. Le terme, péjoratif, a été inventé par Rudolf von Ihering dans son ouvrage Scherz und Ernst in der Jurisprudenz pour critiquer la méthode développée au sein de l'école pandectiste issue des travaux de Friedrich Carl von Savigny et dont les principaux représentants sont Georg Friedrich Puchta ou Bernhard Windscheid.
Cette école a permis le déclenchement de l'idée d'une loi imposée comme un dogme, par l'homme au-dessus de l'homme et non pas une conséquence de sciences ou foi métaphysique.
Les principaux concepts de cette jurisprudence sont :
- le formalisme, avec la recherche des droits dans les lois écrites,
- la systémisation,
- la recherche de normes spécifiques avec des bases les plus générales possibles[8].

Ainsi la loi doit présenter des sources au-delà des processus légaux, bien qu'en maintenant des idées sociales.